# César Augusto Franco Martínez
Monsenyor César Agusto Franco Martínez (Piñuécar, Madrid, 16 de desembre de 1948) és l'actual Bisbe auxiliar de Madrid. A més és llicenciat en Teologia per la Universitat Pontifícia de Comillas el 1978, diplomat en Ciències Bíbliques per l'Escola bíblica i arqueològica de Jerusalem el 1980 i és també Doctor en Teologia per la Pontifícia de Comillas des de l'any 1983.
Anteriorment al seu càrrec va ser Vicari parroquial de les parròquies San Casimiro, Santa Rosalia i Nuestra Señora de los Dolores. També va ser capellà del Col·legi San Fernando durant un any i Secretari del Consell Presbiteral de Madrid entre 1986 i 1994. Va complir també com a rector de l'Oratorio Santo niño del Remedio de 1993 a 1995 i Vicari episcopal de la Vicarcia VII (antiga VIII) de Madrid entre els anys 1995 i 1996.
És el coordinador general de la Jornada Mundial de la Joventut Madrid 2011.